# Impatiens eberhardtii
Impatiens eberhardtii är en balsaminväxtart som beskrevs av Tardieu. Impatiens eberhardtii ingår i släktet balsaminer, och familjen balsaminväxter. Inga underarter finns listade i Catalogue of Life.